# Murray Gell-Mann
Murray Gell-Mann (New York, 1929. szeptember 15. – Santa Fe, 2019. május 24.) Nobel-díjas amerikai fizikus, a kvarkmodell egyik megalkotója.

## Élete
New Yorkban, a Lower East Side-on született, Arthur Gell-Mann és Pauline Reichstein fiaként, és már korán csodagyereknek mutatkozott. A természet iránti érdeklődéstől hajtva 15 éves korában beiratkozott a Yale Egyetemre, miután évfolyamelsőként végzett a Columbia Grammar and Preparatory School-on (középiskola). 1948-ban szerzett bakkalaureátus fokozatot, majd 1951-ben az Massachusetts Institute of Technology (MIT, Massachusettsi Műszaki Egyetem)-n PhD-t.
A Chicagói Egyetem professzora volt, majd 1955-től 1993-ig a California Institute of Technology-n tanított. 1984-ben ő alapította a Santa Fe Institute-ot Új-Mexikóban, ami nonprofit kutatásokkal foglalkozik a komplex rendszerek területén.
A kelet-ázsiai régiségek gyűjtője.

## Tudományos munkássága
Az 1950-es években részt vett az újonnan felfedezett részecskék, a kaonok és hiperonok tanulmányozásában. Ez vezette egy új kvantumszám, a ritkaság felfedezéséhez. Egyik sikere a Gell-Mann–Nishijima-összefüggés felállítása, ami eredetileg empirikus formula volt, de később a kvarkmodell megmagyarázta.

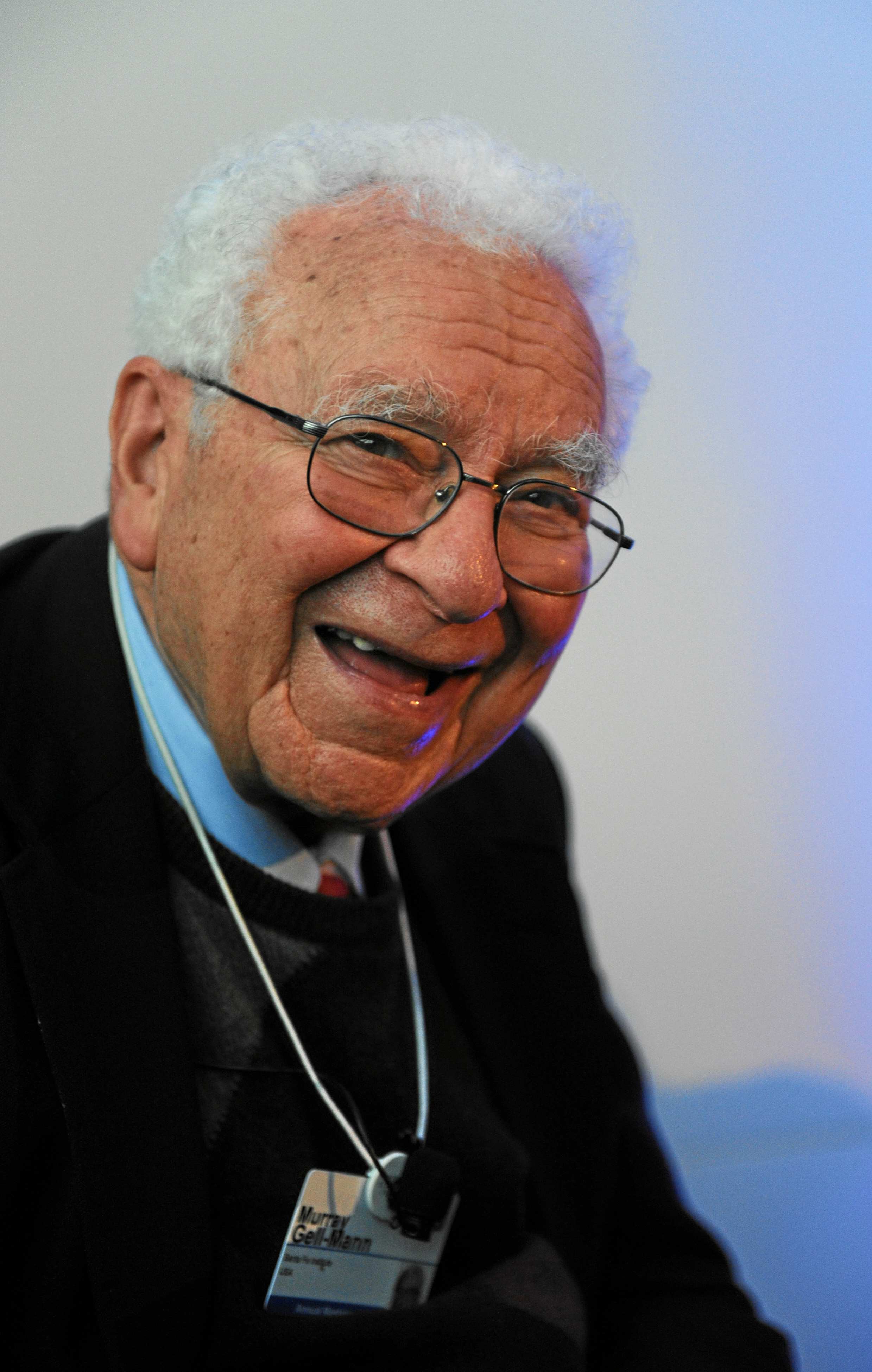
2012-ben

1961-ben Júvál Neemánnal párhuzamosan javasolta a hadronok egy új osztályozását, oktettekbe (majd dekuplettekbe) csoportosítva őket, amit ő nyolcas útnak nevezett, a buddhizmus által inspirálva. 1964-ben vetette fel George Zweiggel párhuzamosan, hogy a sok hadron egyszerűen felépíthető három elemi részecskéből, amiket ő kvarkoknak nevezett. A nevet James Joyce Finnegan ébredése című könyvének egy jelenete inspirálta. Gell-Mann sokáig inkább elméleti segédeszközöket látott a kvarkokban, nem igazi részecskéket.
Gell-Mann egy, a Fermilabban 1972-ben rendezett konferencián állt elő a kvantum-színdinamika(QCD) elméletével, amely számot vetett a kvarkok és antikvarkok "gluonoknak" nevezett közvetítő részecskék által megvalósuló kölcsönhatásaival. A QCD, amely bizonyos tekintetben a kvantum-elektrodinamikának felel meg, végül gyakorlatilag teljes leírását adta az atomi részecskéket összekötő "erős kölcsönhatás" működésének. 1994-ben Gell-Mann már azt írhatta, hogy a nukleáris részecskék 1940-es évek óta megfigyelt ellentéteit "mára már mind fel tudjuk oldani azzal, hogy azokat kvarkok, antikvarkok és gluonok összetételeiként értelmezzük. A kvantum-színdinamika elméletében megtestesülő kvarkséma tehát feltárta a látszólag igen bonyolult állapotmintázat mélyen rejlő egyszerűségét".
Ezután a gyenge kölcsönhatást tanulmányozta, majd később a komplex rendszerek felé fordult.
Nevét viselik az úgynevezett Gell-Mann-mátrixok.
1969-ben egyedül nyerte a fizikai Nobel-díjat "az elemi részecskék és a kölcsönhatásaik osztályozásával kapcsolatos felfedezéseiért". Nevét viselik az úgynevezett Gell-Mann-mátrixok.

## Magánélete
Gell-Mann 1955-ben vett feleségül egy brit régészhallgatót, J. Margaret Dow-t, akitől két gyermeke született: Elizabeth Sarah és Nicolas Webster. Margaret 1981-es halálával megözvegyült, de 1992-ben másodszor is megnősült: a költő és angolprofesszor Marcia Southwicket vette el.